# Samuel Souprayen
Samuel Souprayen (Saint-Benoît, 18 febbraio 1989) è un calciatore francese, difensore del Melbourne City.

## Caratteristiche tecniche
Gioca principalmente come terzino sinistro, nonostante la statura molto elevata possiede una buona capacità di corsa ed un'ottima resistenza fisica. Può agire all'occorrenza come centrale difensivo.

## Carriera

### Club
Comincia la sua carriera calcistica nelle giovanili del Rennes dove disputa 7 presenze segnando una rete per la squadra riserve. Nell'agosto 2013 passa in prestito annuale al Digione società di Ligue 2. Tornato al Rennes fa il suo esordio ufficiale in prima squadra debuttando in Ligue 1 il 23 ottobre 2010 sostituendo al 81º Sylvain Marveaux, nella partita giocata in casa persa 1-0 contro il Montpellier. Nel giugno 2011 fa ritorno al Dijon sottoscrivendo un contratto quadriennale. Nelle cinque stagioni al Digione disputa complessivamente 163 partite totali coppe nazionali incluse segnando 2 reti.
Il 30 giugno 2015 il Verona società italiana, comunica l'ingaggio a parametro zero del giocatore transalpino firmando un contratto triennale, scegliendo di indossare la maglia numero 69, fa il suo debutto in Serie A nella prima giornata contro la Roma, giocando da titolare sulla fascia sinistra, tuttavia nella seconda parte di stagione a causa dei numerosi infortuni personali, non gioca e retrocede assieme al club scaligero. Nella stagione successiva gioca sempre da titolare con gli scaligeri in Serie B dove conquista a fine campionato, la promozione nella massima serie italiana. Il 17 agosto 2018, lascia il Verona, venendo ingaggiato dall'Auxerre; Con gli scaligeri raccoglie globalmente in quattro stagioni, 90 presenze tuttavia senza mai andare a segno.

### Nazionale
Ha rappresentato alcune delle nazionali giovanili francesi, Under-18 Under-19 e Under-20 francese, sino ad arrivare a giocare nel novembre 2009, con l'Under-21 francese dove ha raccolto due presenze.

## Statistiche

### Presenze e reti nei club
Statistiche aggiornate al 26 luglio 2024.
| Stagione             | Squadra              | Campionato           | Campionato | Campionato | Coppe nazionali | Coppe nazionali | Coppe nazionali | Coppe continentali | Coppe continentali | Coppe continentali | altre Coppe | altre Coppe | altre Coppe | Totale | Totale |
| Stagione             | Squadra              | Comp                 | Pres       | Reti       | Comp            | Pres            | Reti            | Comp               | Pres               | Reti               | Comp        | Pres        | Reti        | Pres   | Reti   |
| -------------------- | -------------------- | -------------------- | ---------- | ---------- | --------------- | --------------- | --------------- | ------------------ | ------------------ | ------------------ | ----------- | ----------- | ----------- | ------ | ------ |
| 2010-2011            | Rennes 2             | CFA                  | 7          | 1          | -               | -               | -               | -                  | -                  | -                  | -           | -           | -           | 7      | 1      |
| 2008-2009            | Rennes               | L1                   | 0          | 0          | CF+CdL          | 0               | 0               | -                  | -                  | -                  | -           | -           | -           | 0      | 0      |
| ago. 2009            | Rennes               | L1                   | 0          | 0          | CF+CdL          | 0               | 0               | -                  | -                  | -                  | -           | -           | -           | 0      | 0      |
| set. 2009-2010       | Digione              | L2                   | 31         | 0          | CF+CdL          | 0               | 0               | -                  | -                  | -                  | -           | -           | -           | 31     | 0      |
| 2010-2011            | Rennes               | L1                   | 16         | 0          | CF+CdL          | 3+1             | 0               | -                  | -                  | -                  | -           | -           | -           | 20     | 0      |
| Totale Rennes        | Totale Rennes        | Totale Rennes        | 16         | 0          |                 | 4               | 0               |                    | -                  | -                  |             | -           | -           | 20     | 0      |
| apr. 2013            | Digione 2            | CFA                  | 1          | 0          | -               | -               | -               | -                  | -                  | -                  | -           | -           | -           | 1      | 0      |
| 2011-2012            | Digione              | L1                   | 34         | 0          | CF+CdL          | 2+2             | 0               | -                  | -                  | -                  | -           | -           | -           | 38     | 0      |
| 2012-2013            | Digione              | L2                   | 27         | 0          | CF+CdL          | 0+1             | 0               | -                  | -                  | -                  | -           | -           | -           | 28     | 0      |
| 2013-2014            | Digione              | L2                   | 33         | 1          | CF+CdL          | 1+1             | 0               | -                  | -                  | -                  | -           | -           | -           | 35     | 1      |
| 2014-2015            | Digione              | L2                   | 28         | 1          | CF+CdL          | 1+2             | 0               | -                  | -                  | -                  | -           | -           | -           | 31     | 1      |
| Totale Digione       | Totale Digione       | Totale Digione       | 153        | 2          |                 | 10              | 0               |                    | -                  | -                  |             | -           | -           | 163    | 2      |
| 2015-2016            | Verona               | A                    | 20         | 0          | CI              | 2               | 0               | -                  | -                  | -                  | -           | -           | -           | 22     | 0      |
| 2016-2017            | Verona               | B                    | 41         | 0          | CI              | 1               | 0               | -                  | -                  | -                  | -           | -           | -           | 42     | 0      |
| 2017-2018            | Verona               | A                    | 22         | 0          | CI              | 3               | 0               | -                  | -                  | -                  | -           | -           | -           | 25     | 0      |
| ago. 2019            | Verona               | B                    | 0          | 0          | CI              | 1               | 0               | -                  | -                  | -                  | -           | -           | -           | 1      | 0      |
| Totale Verona        | Totale Verona        | Totale Verona        | 83         | 0          |                 | 7               | 0               |                    | -                  | -                  |             | -           | -           | 90     | 0      |
| 2018-2019            | Auxerre              | L2                   | 29         | 0          | CF+CdL          | 0+1             | 0+1             | -                  | -                  | -                  | -           | -           | -           | 30     | 1      |
| 2019-2020            | Auxerre              | L2                   | 20         | 0          | CF+CdL          | 2+1             | 0               | -                  | -                  | -                  | -           | -           | -           | 23     | 0      |
| 2020-2021            | Auxerre              | L2                   | 0          | 0          | CF              | 2               | 0               | -                  | -                  | -                  | -           | -           | -           | 2      | 0      |
| Totale Auxerre       | Totale Auxerre       | Totale Auxerre       | 49         | 0          |                 | 6               | 1               |                    | -                  | -                  |             | -           | -           | 55     | 1      |
| 2021-2022            | Botev Plovdiv        | 1L                   | 24+5       | 1+0        | CB              | 0               | 0               | -                  | -                  | -                  | -           | -           | -           | 29     | 1      |
| 2022-2023            | Botev Plovdiv        | 1L                   | 23+5       | 0          | CB              | 1               | 0               | UECL               | 2                  | 0                  | -           | -           | -           | 31     | 0      |
| Totale Botev Plovdiv | Totale Botev Plovdiv | Totale Botev Plovdiv | 47+10      | 1          |                 | 1               | 0               |                    | 2                  | 0                  |             | -           | -           | 60     | 1      |
| 2023-2024            | Melbourne City       | AL                   | 20+1       | 1+1        | AC              | 3               | 0               | ACL                | 5                  | 0                  | -           | -           | -           | 29     | 2      |
| Totale carriera      | Totale carriera      | Totale carriera      | 389        | 6          |                 | 33              | 1               |                    | 7                  | 0                  |             | -           | -           | 429    | 7      |

### Cronologia presenze e reti in nazionale
| Cronologia completa delle presenze e delle reti in nazionale ― Francia under 21 | Cronologia completa delle presenze e delle reti in nazionale ― Francia under 21 | Cronologia completa delle presenze e delle reti in nazionale ― Francia under 21 | Cronologia completa delle presenze e delle reti in nazionale ― Francia under 21 | Cronologia completa delle presenze e delle reti in nazionale ― Francia under 21 | Cronologia completa delle presenze e delle reti in nazionale ― Francia under 21 | Cronologia completa delle presenze e delle reti in nazionale ― Francia under 21 | Cronologia completa delle presenze e delle reti in nazionale ― Francia under 21 |
| Data                                                                            | Città                                                                           | In casa                                                                         | Risultato                                                                       | Ospiti                                                                          | Competizione                                                                    | Reti                                                                            | Note                                                                            |
| ------------------------------------------------------------------------------- | ------------------------------------------------------------------------------- | ------------------------------------------------------------------------------- | ------------------------------------------------------------------------------- | ------------------------------------------------------------------------------- | ------------------------------------------------------------------------------- | ------------------------------------------------------------------------------- | ------------------------------------------------------------------------------- |
| 13-11-2009                                                                      | Tours                                                                           | Francia under 20                                                                | 1 – 1                                                                           | Tunisia under 21                                                                | Amichevole                                                                      | -                                                                               |                                                                                 |
| 17-11-2009                                                                      | Saint-Denis                                                                     | Francia under 21                                                                | 1 – 0                                                                           | Slovenia under 21                                                               | Qual. Europeo Under-21 2011                                                     | -                                                                               |                                                                                 |
| Totale                                                                          |                                                                                 | Presenze                                                                        | 2                                                                               |                                                                                 | Reti                                                                            | 0                                                                               |                                                                                 |

## Palmarès
- Campionato australiano: 1

Melbourne City: 2024-2025